# Lukas Jørgensen
Lukas Lindhard Jørgensen (Lejre, 31 de março de 1999) é um jogador de handebol dinamarquês.

## Carreira
Jørgensen começou a jogar handebol em seu clube local, Roskilde Håndbold, onde jogou até começar o ensino médio em 2015. A partir de então, ele jogou pelo GOG Håndbold, onde estreou na liga em 2018.
Em 2019, ele mudou de clube para o Århus Håndbold. Inicialmente, era um contrato de um ano, que foi estendido por mais 2 anos. Quando esse contrato acabou, ele retornou ao GOG Håndbold quando seu clube Århus Håndbold faliu.
Nos Jogos Olímpicos de Verão de 2024, em Paris, conquistou a medalha de ouro no torneio masculino do handebol, após vencer na final confronto contra a equipe alemã por 39–26.